# Moskusokse
Moskusoksen (Ovibos moschatus) er et indtil 2 meter langt, skedehornet hovdyr fra arktisk Canada, samt Nord – og Østgrønland. I 1962 også indført i Vestgrønland, og i 1986 i Sydvestgrønland. Dyret er indført til Dovrefjell i Norge og har derfra allerede 1971 bredt sig ind i Jämtland i Sverige.
Skulderhøjden er mellem 1,1 og 1,5 m, køerne bliver 1,35 til 2 m lange, tyrene 2 til 2,5 m. Vægt 180-410 kg, gennemsnit 285 kg (i zoo er 650 kg opnået). Dyret er kendetegnet ved en lang og tæt, brun pels med tyk underuld, samt brede hove og nedadbøjede, ved basen udfladede horn. Det strejfer rundt i små flokke, der hvis de angribes, danner en kreds med kalvene i midten. Dens primære føde er polarpilens kviste og blade. Moskusoksens uld betragtes af mange som en eksklusiv vare, der forhandles til priser på 10-30 kr pr gram.
I parringstiden kan man se de store hanner på omring 350 kg løbe mod hinanden, pandebrask mod pandebrask. Det kan stå på i en halv time. Taberen går væk, for at finde en anden han at kæmpe imod.
Den danske zoolog Christian Vibe flyttede i 1962 og 1963 med skibet 'Anna Nielsen' i alt 27 kalve fra Østgrønland via Zoologisk Have i København til Kangerlussuaq i Vestgrønland. Her havde de gode vækstbetingelser, og i 1994 blev bestanden anslået til omkring 3.000.
Grønlands Hjemmestyre har givet tilladelse til nedskydning af 1.000 eksemplarer om året for at holde bestanden nede. Dette er med til at give indtægter og kød til lokalbefolkningen.
Turister med tilladelse, kan nedlægge et trofæ. De er med til at holde bestanden nede. På den måde får lokale fangere penge og kød. Trofæet består af pandebrask med horn og skindet.[kilde mangler]
Der findes tre underarter af moskusoksen
- Ovibos moschatus moschatus
- Ovibos moschatus niphoecus
- Ovibos moschatus wardi